# Achille Van Acker
Achille Honoré Van Acker, zw. też Achille Charbon; (ur. 8 kwietnia 1898 w Brugii, zm. 10 lipca 1975 tamże) – polityk belgijski, członek Belgijskiej Partii Socjalistycznej. Jego działania skupione były przede wszystkim na polityce społecznej.
W 1926 został członkiem Rady Miejskiej w rodzinnej Brugii. W czasie II wojny światowej działał w ruchu oporu. Był wielokrotnie ministrem oraz czterokrotnie premierem Belgii w różnych gabinetach w latach 1945–1958, łącznie stanowisko to zajmował siedem lat (1945–1946, 1954–1958), przy czym dwie z jego kadencji następowały bezpośrednio po sobie. Podczas ostatniego premierowania przyczynił się do utworzenia belgijskiego systemu ubezpieczeń społecznych. W 1961 został przewodniczącym Izby Reprezentantów.
W 1971 otrzymał Order Odrodzenia Polski I klasy.